# Черемшина (ансамбль, Канада)
Черемшина (англ. Cheremshyna) — вокальний ансамбль, створений у 1977 році в канадському м. Монреаль. Репертуар колективу охоплює різноманітну музику, в основі котрого переважають обробки українських народних пісень, пісні українських авторів та оригінальні власні композиції.

## Історія
Ансамбль «Черемшина», створений у 1977 році, у Монреалі (провінція Квебек, Канада), вихідцями з України. На своїх початках — це було жіноче вокальне тріо, у складі Клавдії Мельник, Лідії Рудич та Надії Цвітков. У 1981 році, на звукозаписувальній студії «Yevshan Records» виходить перша студійна платівка тріо «Черемшина» — «Свято Різдва», яка пізніше мала шалений успіх, завдячуючи котрому жіночий колектив почав активно гастролювати Канадою та США. Вже під час гастролів до жіночого тріо, як акомпаніатори, долучились музиканти Марко Беднарчук та Василь Кінал. 
Ансамбль «Черемшина» виступав з концертами на багатьох українських фестивалях та заходах у Північній та Південній Америці. Платівки з записами пісень у виконанні ансамблю були надзвичайно популярними не лише у діаспорі, але й у поціновувачів української народної пісні на інших континентах, не оминаючи й свою Батьківщину — Україну.
У 1990 році, під час запису платівки «The best of Cheremshyna», до гурту «Черемшина» приєднався акордеоніст Роман Когут.
Гурт «Черемшина» запрошувався на численні заходи, зокрема: 
- концерт у театрі Сентенєл у м. Вінніпег (провінція Манітоба);
- різдвяний концерт у резиденції генерального губернатора Канади у м. Оттава (провінція Онтаріо)[1].

## Дискографія
Доробок ансамблю складає шість платівок, які були записані, у 1981—1990 роках, на рекордінговій компанії «Yevshan Records», лише остання платівка 1995 року була записана на студії «Cheremshyna — CHER-5»:
- 1981 — «Свято Різдва»;
- 1983 — «Черемшина. Vol.1» (англ. Cheremshyna Vol.2);
- 1986 — «Черемшина. Vol.2» (англ. Cheremshyna Vol.2);
- 1988 — «Черемшина. Vol.3» (англ. Cheremshyna Vol.3);
- 1990 — «Улюблені пісні Черемшини» (англ. The best of Cheremshyna);
- 1995 — «По стежках мрії».